# České Meziříčí
České Meziříčí är en ort i Tjeckien. Den ligger i den nordöstra delen av landet, 120 km öster om huvudstaden Prag. České Meziříčí ligger 258 meter över havet och antalet invånare är 1 603.
Terrängen runt České Meziříčí är platt.Runt České Meziříčí är det ganska glesbefolkat, med 42 invånare per kvadratkilometer. Närmaste större samhälle är Hradec Králové, 17,3 km sydväst om České Meziříčí. Trakten runt České Meziříčí består till största delen av jordbruksmark.